# Беликовский сельский совет (Миргородский район)
Беликовский сельский совет (укр. Біликівська сільська рада) — входит в состав
Миргородского района
Полтавской области
Украины.
Административный центр сельского совета находится в 
с. Белики.

## Населённые пункты совета
- с. Белики
- с. Лещенки
- с. Марченки
- с. Милашенково